# Ropalosporaceae
Ropalosporaceae is een botanische naam voor een familie van korstmossen behorend tot de orde Lecanorales. Het typegeslacht is Ropalospora.

## Geslachten
De familie bestaat uit de volgende geslachten:
- Ropalospora